# Marketing v cestovním ruchu
Cestovní ruch patří mezi druh odvětví, které se neustále rozvíjí po celém světě a má velký vliv i na HDP jednotlivých zemí. Cestovní ruch je také zdrojem pracovních míst a pracovních příležitostí. V některých případech se dá hovořit o tom, že je to pouze sezónní záležitost, neboť každá země je atraktivní v jiném období. Lidé využívají cestovního ruchu k hledání odpočinku, zábavy, sportovního vyžití nebo poznání. Jejich požadavky se neustále zvyšují. Chtějí maximum zážitků a současně vynaložení, co nejméně finančních prostředků. Umějí si najít informace a porovnat různé nabídky. (JAKUBÍKOVÁ, 2009)
V současné době je tedy důležité věnovat pozornost správnému nastavení marketingové kampaně, která by neměla být agresivní, ale jejím cílem by mělo být spíše zaujmout, překvapit, zapamatovat si, oslovit a navnadit k využití nabízených služeb. Cestovní ruch je odvětví, které funguje téměř po celém světě v různých zemích a tato skutečnost má vliv i na marketingovou kampaň, neboť ta nemůže být stejná pro všechny. Musí zohledňovat kulturu dané země, zvyky, tradice, atd. Požadavky jednotlivých zákazníků jsou rovněž různorodé a závisí i na tom, co jim nabídne jejich rodná zem, protože to, co jim nenabídne, může být právě stimul k navštívení jiné země a zároveň základ pro sestavení marketingové kampaně, která by měla být zaměřena tak, aby potenciálním klientům dokázala nabídnout právě to, po čem touží.
Na trhu se vyskytuje mnoho cestovních kanceláří, které fungují jako prostředník (mezičlánek). Některé se orientují pouze na domácí destinace, jiné i na zahraniční. Marketingová kampaň by proto měla zohledňovat i nabídku a představit ji tak, aby byla pro potenciální zákazníky atraktivní a lákavá. Cílem marketingové kampaně je především zvýšit konkurenceschopnost, neboť odvětví cestovního ruchu je nahuštěné velkým množstvím nabídek, z nichž ale každá není zrovna výhodná pro kupujícího.
Důležitým nástrojem, který je v cestovním ruchu využíván a zároveň může sloužit jako propagace, jsou turistická informační centra, která jsou umístěna ve městech a poskytují turistům informace z různých oblastí služeb cestovního ruchu. Tato centra slouží také k propagaci různých aktivit, které jsou v okolí dostupné, stravovacích zařízení, hotelů, zážitkových agentur, apod. Zařízení, která jsou s cestovním ruchem jakkoliv propojena mají v těchto centrech své propagační letáky, které jsou pro turisty volně k dispozici a lákají k využití nabízených služeb.
V cestovním ruchu se velmi často využívá i služeb průvodců, kteří plní informační, poznávací a rovněž i reklamní funkci směrem k turistům.
Velmi využívaným nástrojem k propagaci je nejen v cestovním ruchu, ale dnes už snad ve všech oblastech internet, který slouží k vyhledání informací či porovnání a zhodnocení různých nabídek. Cestovní kanceláře by tak měly investovat peníze do kvalitních a přehledných webových stránek, kde budou zveřejněny jejich nabídky včetně ceny, volných termínů, kontaktů, nabízených destinací, služeb, akcí, apod. Současně se využívá i různých portálů, jako např. Invia.cz, které shromažďují nabídky jednotlivých cestovních kanceláří, a návštěvník těchto stránek si po zadání svých kriterií může vybrat pro sebe nejvhodnější nabídku. 

## Úrovně marketingu v cestovním ruchu a marketingové prostředí
V cestovním ruchu rozlišujeme čtyři úrovně marketingu:
- mikromarketing, který je zaměřený na podnikovou sféru a uskutečňují ho nejen producenti služeb, ale také jejich zprostředkovatelé (cestovní kanceláře, cestovní agentury, informační a distribuční systémy),
- marketing cílového místa (destinační marketing), který je zaměřený na harmonizaci poptávky cílových skupin zákazníků a nabídky v jednotlivých regionech cestovního ruchu,
- marketing státu jako cestovního cíle (makromarketing), který má zabezpečovat optimální vztah mezi poptávkou a nabídkou produktů cestovního ruchu pro domácí obyvatelstvo i návštěvníky ze zahraničí,
- mezinárodní marketing cestovního ruchu, který se vztahuje na skupinu sousedících státu, resp. regionů, které vyvíjejí společné marketingové aktivity.

### Marketingové prostředí
Marketingové prostředí v cestovním ruchu je velmi proměnlivé. Organizace cestovního ruchu se měnícímu prostředí musí neustále přizpůsobovat. Marketingové prostředí cestovního ruchu sestává především z politického a právního, ekonomického, sociálního, kulturního a technologického prostředí. Jednotlivé součásti marketingového prostředí mají větší nebo menší význam v závislosti od aktivit podniků v tomto prostředí. Intenzivněji ho musí sledovat, jestli mají zahraniční klientelu, nebo vytvářejí produkty spolu se zahraničními obchodními partnery. Marketingové prostředí přináší organizacím cestovního ruchu nejen trhové příležitosti, ale také hrozby. Proto, aby organizace mohly využít potenciální trhové příležitosti a vyhnout se hrozbám, musí poznat vývoj vnějšího prostředí. To od managementu vyžaduje systematické sledování změn prostředí a zpracování informací jako podkladů pro efektivní rozhodování. V současnosti se prosazuje cíleně orientovaný marketing, který se zaměřuje na stále menší cílové skupiny – segmenty, se kterými je možné komunikovat adresněji. V této souvislosti se má věnovat pozornost segmentaci (segmentation), zacílení (targeting) a umístění (positioning). Marketing jako praktická činnost je spojen s nabídkou požadované služby ve správný čas a na správném místě, za správnou cenu, s účinnou marketingovou komunikací správným cílovým zákazníkům a tak dosáhnout prosperity.

## Přístupy k marketingu v cestovním ruchu
Morrison vymezuje pět typických přístupů k marketingu cestovního ruchu:
1. Používání více než jen „4P“ (produkt, price, place, promotion): Uvedená 4P pro oblast služeb cestovního ruchu již nestačí, proto tuto základní řadu nástrojů rozšiřujeme o další čtyři kategorie (People, Partnership, Packaging, Programing) a říkáme, že marketing cestovního ruchu využívá 8P.
 Příklad rozšířeného mixu pro leteckou společnost:
 Product: přeprava, přesnost, rychlost, komfort, různé třídy.
 Price: diferencované tarify.
 Place (distribuce): k distribuci je uskutečněna pomocí fyzických zprostředkovatelů v prodejních kancelářích nebo naše produkty prodávají jiné cestovní kanceláře,
cestovní agentury anebo s pomocí počítačových zprostředkovatelů (internet, napojení na mezinárodní distribuční a rezervační systémy).
 Promotion (propagační a komunikační mix): média, inzerce, propojení s tiskem (noviny, časopisy o cestování, společenské časopisy – upoutávky na slevy).
 Partnership (partnerství): spolupráce s cestovními kancelářemi, hotely, jinými dopravci, půjčovny aut, cateringovými společnostmi apod.
 Packaging (tvorba balíčků služeb): jsou schopni nabídnout komplexní balík služeb: doprava, ubytování, stravování při mezipřistání, zpoždění, zajistí odvoz z letiště do
hotelu, odvoz zavazadel, občerstvení během letu.
 People (lidé): výběr jak zaměstnanců (odbornost pilotů, mladší sympatické ženy jako stevardky, znalost světových jazyků), tak i zákazníků (na základě segmentace
zákazníků existují různé třídy, nyní je důležitý důraz na bezpečnost – kontroly, nepustí podezřelého či opilého klienta).
 Programming (tvorba programů): časové harmonogramy letů, mezipřistání – ubytování apod.
2. Větší význam ústní reklamy: Možnosti zákazníků vyzkoušet předem služby před jejich nákupem jsou velice omezené. Zde platí pravidlo: „musíš koupit, aby si vyzkoušel“.
V tomto ohledu získává na významu ústní reklama, i když v podstatě nejde o reklamu. Protože existuje pouze malá příležitost k jejich vyzkoušení či ověření předem, lidé se musí částečně spoléhat na rady jiných včetně svých přátel, příbuzných nebo obchodních partnerů.
3. Používání emotivní přitažlivosti propagace: Zákazníci používají, díky nehmotnému charakteru služeb mnohem více emotivního, iracionálního rozhodování při jejich nákupu. Společnost se musí „zlidštit“, aby se s nimi zákazníci ztotožnili, musí být přidáno kouzlo osobnost.
4. Složitější ověřování inovací: Služby lze kopírovat mnohem snadněji nebo zboží a to je také důvod pro to, aby firmy v oblasti cestovního ruchu byly neustále připraveny měnit a inovovat služby zákazníkům.
5. Rostoucí význam dobrých vztahů s komplementárními firmami: V poslední době se velmi hovoří o „řízení vzájemných vztahů“. Klíčem k úspěchu je vědomí, že všechny okolní firmy bezprostředně ovlivňují spokojenost našich zákazníků. Tato kategorie také zahrnuje specifický a významný vztah, který existuje mez návštěvníky a místním obyvatelstvem.

## Systém marketingového řízení destinace
Podle Bartla a Schmidta pro destinaci hraje klíčovou roli součinné působení šesti prvků, které spojují zúčastněné partnery a destinaci s trhem a okolím:
1. Systém klíčových produktů: klíčové produkty značí cílený organizovaný řetězec nabízených služeb (doprava do destinace, ubytování, péče o klienta v destinaci atd.), které jsou hlavním faktory dovolené. Sestavení těchto faktorů je ovlivněno dvěma skupinami faktorů. První skupina se sestavuje na základě porovnávání potenciálu destinace s potenciálem destinací konkurenčních. Druhou skupinu tvoří atraktivita destinace, jež je založena na věrohodnosti nabídky, na kvalitě (poměr cena/výkon), a na jasně rozeznatelných konkurenčních výhodách. Každý klíčový produkt má na trhu své konkurenty, proto je v současné době silná orientace na klienta a je nutné hladké sestavení produktu (zážitku), jeho prodej i realizace.
2. Distribuční cesty a sítě: přestože je turismus oproti ostatním odvětvím poměrné mladé odvětví mají distribuční sítě i v tomto odvětví svůj význam, neboť slouží k uvedení a prodeji destinace na trhu.
3. Politika značky: politika značky představuje v marketingu speciální úkol. Je to proces tvorby značky a identity značky destinace, kdy jsou k destinaci přiřazovány nehmatatelné, ale reálné hodnoty slovní, grafické či symbolické. Cílem tohoto postupu je tvorba povědomí destinace v mysli klienta, její rozlišení a snadné zapamatování. Přínosy, které značka destinace klientovi přináší lze shrnout následovně:
  1. - Značka šetří čas a usnadňuje orientaci nabídky
  2. - Informuje klienta o podstatě a produktu destinace
  3. - Značka snižuje pro riziko a případnou nespokojenost
  4. - Klient si vybírá většinou značky, které zná z vlastní zkušenosti nebo dle doporučení
  5. - Značka znamená účinnější využití marketingového rozpočtu
4. Systém řízení kvality: v současné době jsou strategie turisticky vyspělých destinací zakládány na kvalitě a diferenciaci produktu. Velké množství turistických míst však nabízí substituční produkty, a také služby čerpané během cesty do různých míst, jež mohou být takřka totožné (stejná letecká společnost, stejný hotelový řetězec). Pod pojmem kvalita si lze představit to, co si klient přeje plus další nabídky kterými destinace disponuje. Podle Gnotha a Benneta je kvalita definována jako minimální úroveň nabídky kterou organizace poskytuje s cílem uspokojení potřeb klienta. Kvalita je posuzována zákazníkem již od poskytování prvních informací, rezervace služeb atd. Jestliže neobsahuje dostatečné úrovně, pak hrozí ztráta potenciálních zákazníků a to i těch, ke kterým se tyto nedostatky dostanou.
5. Systém řízení znalostí: Destinace cestovního ruchu je úspěšná, pakliže spojí mezinárodní know-how se zkušenostmi vyvinutými v destinaci. Dle zmíněných autorů se prosazuje trend rostoucí významnosti řízení znalostí dle následujících faktorů:
  1. - Požadavky a zkušenosti klientů přikládají stále větší nároky na marketing.
  2. - Rozdílné nároky klientů posuzují tvorbu forem turismu od jednodušších ke stále intenzivnějším.
  3. - Rozvoj informačních technologií, jež poskytují informace a možnost rezervace.
  4. - Populární evropské destinace si budou muset zakládat na vysoké přidané hodnotě, výborné kvalitě a silně diferenciovaného produktu, především z důsledku sílící cenové konkurence.
  5. - V cenové konkurenci destinací mimo Evropu nemohou evropské destinace obstát kvůli značným nákladům na pracovní sílu. Potenciálu, který mají k dispozici, lze aplikovat především díky skvělým službám a odlišnosti.
6. Společnost destinačního managementu: Oblasti v rámci konkurenčního boje na mezinárodním trhu musejí být odpovídajícím způsobem profesionálně organizovány. Hlavním cílem společnosti, jež řízení plní a je podporována významnými partnery destinace, je koordinace, kooperace a vytváření „zážitků“ pro cílové skupiny. Tato společnost působí v pěti hlavních oblastech, jimiž jsou:

1. 1. Organizace vertikální a horizontální kooperace subjektů s cílem konkurenceschopného celku.

1. 1. - Srovnání úrovně destinace s nejlepšími destinacemi

1. 1. - Plnění základním funkcí turismu v destinaci

1. 1. - Plnění nabídky

1. 1. - Plnění marketingové funkce[4]